# Жетва (филм из 2025)
Жетва је предстојећи српски филм у режији и по сценарију Пола Кампфа. Филм је базиран на књизи Српско срце Јоханово писца Веселина Џелетовића.

## Радња
Жетва је задивљујућа истинита прича о Јохану Вон Вагнеру, младом, богатом немачком барону који је живео идиличним животом док није сазнао да ће му неизлечива срчана болест одузети живот за мање од шест месеци. Иако је имао средстава да се попне на листу чекања за трансплантацију срца, пропустио је прилику када је видео поразан утицај на породицу човека који је с правом чекао на трансплантацију. 
Након што је прихватио краткоћу свог преосталог времена на земљи, Јохан се опрашта од своје девојке Грете и води свог најбољег пријатеља Ханса на незаборавно путовање у Италију. Ово га води на невероватно путовање у свет илегалног вађења органа и профитерства на црном тржишту које потиче од рата и хаоса. Жетва је моћна, епска прича која превазилази културу, језик, веровања и доказује, без сумње, да срце никада неће заборавити...

## Улоге
| Глумац                   | Улога           |
| ------------------------ | --------------- |
| Метју Мекналти           | Јохан           |
| Ребека Калдер            | Грета           |
| Александар Јовановић     | Сабит           |
| Хенинг Баум              | др Бауер        |
| Бејо Дохмен              | Ханс            |
| Јована Гавриловић        | Софија          |
| Пол Леонард Мареј        | Давид           |
| Кристијан Ванцл Некрасов | професор Вернер |
| Ангус Макфадиен          | наредник        |
| Мери Стикли              | Дрита           |
| Антонио Скарпа           | Франческо       |
| Дејвид Томас Џенкинс     | Дардан          |
| Мери Болд                | Аделхајд        |
| Никола Петровић          | Стефан          |
| Кери Дојл                | Киран           |
| Витон Франк              | Шарлот          |
| Робин Рајнсфорд          | Марта           |